# 면대각선

선분 AC(빨간색)는 면대각선, 선분 AC'(파란색)은 입체대각선.

기하학에서, 다면체의 면대각선(面對角線, 영어: face diagonal)은 어떤 면의 대각선이다. 다면체의 내부를 지나가는 입체대각선(space diagonal)과 반대 개념이다.
직육면체는 12개의 면대각선(여섯 면에 2개씩)이 있고, 4개의 입체대각선이 있다. 직육면체에서 길이가 다른 면대각선은 최대 3개이다. 3쌍의 면이 합동이고, 어느 면의 두 면대각선은 길이가 같기 때문이다. 직육면체의 입체대각선은 길이가 모두 같다. 직육면체의 모서리 길이가 a, b, c일 때, 각 직사각형 면의 가로와 세로는 (a, b), (a, c), (b, c)이다. 그래서 세 면대각선의 길이는 {\displaystyle {\sqrt {a^{2}+b^{2}}},} {\displaystyle {\sqrt {a^{2}+c^{2}}},} {\displaystyle {\sqrt {b^{2}+c^{2}}}}이다.
모서리의 길이가 a인 정육면체에서, 모든 면대각선의 길이는 {\displaystyle a{\sqrt {2}}}이다.
정십이면체는 60개의 면대각선과 100개의 입체대각선이 있다.

## 같이 보기
- 입체대각선
- 대각선